# 莫鲁达加尔萨
莫鲁达加尔萨是巴西米纳斯吉拉斯州的一个市镇。总面积414.009平方公里，总人口2887人，人口密度7人/平方公里。